# Pascal Renier
Pascal Renier (Waremme, 3 agosto 1971) è un ex calciatore belga, di ruolo difensore.

## Palmarès

### Club

#### Competizioni nazionali
- Campionato belga: 2

Bruges: 1995-1996, 1997-1998
- Coppa del Belgio: 2

Bruges: 1994-1995, 1995-1996
- Supercoppa del Belgio: 3

Bruges: 1992, 1994, 1996

#### Competizioni internazionali
- Coppa Intertoto UEFA: 1

Troyes: 2001